# 季炳雄
季炳雄（1960年3月18日—），自稱原名為關德榮，香港罪犯，出生於廣東三水（今佛山市三水区月桂村），外號「沙埔仔」、「高佬雄」及「隱者」，被外界稱呼為「賊王」同張子強、葉繼歡合稱「三大賊王」。季炳雄於1970年代在廣州火車站從扒手做起，至1980年代至2000年代多次組織犯罪集團，牽頭走私武器及在香港持械行劫，亦在加拿大及美國多處犯案；於2001年7月創下香港警察歷史上最高懸紅紀錄（200萬港元）及被國際刑警組織出示紅色通緝令，於2003年年底在香港被特別任務連拘捕，後來被判處監禁24年，於赤柱監獄服刑。因行為良好扣減刑期後，於2020年1月18日出獄並遞解出境到美國，是三大賊王中惟一能夠重獲自由者，也是三人之中，目前惟一仍在世者。

## 姓名
季炳雄於2005年2月在赤柱監獄服刑時接受《星島日報》訪問時宣稱，其原名為關德榮，為其出生至今的真實姓名，季炳雄則為假名，偷渡來香港後需要而起，於2000年代初期返回中國大陸後，已經再次以真實姓名示人，停止使用假名。被記者問及會否有他人以其假名犯案，他則不置可否。

## 簡歷

### 近20年行劫犯案
季炳雄有兩名兄弟，他於年少時就離鄉別井，於1970年代在廣州火車站從扒手做起，於1980年代隨著逃港潮，投靠在香港的鄉里。1984年，季炳雄被拘捕，後來被判處入獄。期間，他接觸到非法軍火集團的圈子，亦透過此段時間認識到不少省港旗兵。季炳雄於1985年獲釋後，隨即在廣州招攬省港旗兵及聯絡贓物買賣集團，為後來的連番持械行劫作好準備。同年5月1日，發生忠信錶行械劫案。1986年10月29日，季炳雄涉嫌和另外兩名蒙面匪徒持械行劫位於油麻地的愛運佳珠寶金行，掠走價值達400,000港元的珠寶，並且搶走護衛員的鳥槍，逃走時發射3響，攔截兩部的士後逃走。1987年2月26日，季炳雄涉嫌和另外兩名蒙面匪徒持槍和手雷打劫位於中環置地廣場的俊文寶石店（港交所：8351），掠走價值逾200萬港元的珠寶。1989年9月7日，季炳雄涉嫌和另外兩名匪徒持槍和手雷打劫位於中環中建大廈的迪生珠寶金行，掠走價值達200萬港元的鐘表。其後潛逃加拿大，其後因為非法藏有軍火而被拘捕。不過當時香港警察未鎖定上述的罪案均為同一犯罪集團所為，亦未鎖定為季炳雄所牽頭的犯罪集團所為：而加拿大警察對季炳雄的背景了解不多，因此後者拘捕季炳雄後准許其保釋，令他有機會棄保潛逃，其後數年一直不知所終。
直至1994年4月27日，季炳雄再次在香港現身，他涉嫌和另外兩名匪徒持槍和手雷打劫位於銅鑼灣伊利莎伯大廈的德信表行，掠走價值達650萬港元的鐘表。翌月18日，季炳雄涉嫌和另外兩名匪徒合共持兩支槍械和攜同一枚手雷，打劫位於中環太古大廈的金輪表行，掠走價值1,000萬港元的金飾及鐘表，逃走至地鐵中環站時與警務人員駁火5響，一名23歲女途人被其流彈轟斃，另外造成6人受傷。透過軍械法證科的法證檢驗確認，警察終於將上述犯罪集團鎖定，並且根據一名被拘捕的疑犯的口供證實，該犯罪集團的首腦為季炳雄。
及後約4年時間季炳雄在香港銷聲匿迹，直至1998年4月20日，季炳雄涉嫌和另外兩名匪徒持械行劫位於銅鑼灣皇室大廈的迪生鐘表珠寶行，掠走價值達300萬港元的鐘表。翌月20日，季炳雄涉嫌和另外兩名匪徒持械行劫位於銅鑼灣百德新街的周大福珠寶金行，掠走價值達250,000港元的金飾和鐘表，逃走時發射3響以阻止追捕。及後約3年時間一直匿藏，直至2001年5月22日，季炳雄和另外3名匪徒在窩打老道近太平道天橋底下，遇上兩男一女特別職務隊人員上去截查，期間一名匪徒近距離向兩名人員頭部及肩膊開槍。翌月25日，季炳雄和另外兩名匪徒持槍和手雷打劫位於旺角始創中心的喜運佳表行，期間向飾櫃開火兩響，掠走價值達285萬港元的鐘錶。由於季炳雄每次均在位於鐵路站附近的珠寶金行犯案，因而每次犯案後方便進入鐵路站後乘車逃走，而且每次犯案都起用不同匪徒，從不重複，有時間更只在幕後策劃，而使到警察對其的調查難度增加。同年7月，時任有組織罪案及三合會調查科總警司曾偉雄宣佈為季炳雄懸紅200萬港元，為香港警察歷史上最高，及後他被國際刑警組織發佈紅色通緝令。

### 被特別任務連拘捕
此時，季炳雄利用其他姓名的護照逃往加拿大，成為一個國際毒販的打手。後來因為涉毒而被通緝，因而逃到中國大陸。而季炳雄則因為欲為對方報仇及準備於同年聖誕假期及翌年新年期間在香港（於金鐘太古廣場或中環一間珠寶金行）再次犯案，而頻密地使用電話聯絡在香港的同黨搜羅非法軍火。由於季炳雄涉及多宗的嚴重罪案，刑事情報科一直都鍥而不捨，由跟蹤組長期監視與季炳雄有接觸往來的親友或當年犯罪的同黨，包括於懲教署服刑中的有關人物在內，同時與懲教署聯絡，監視即將刑期滿出獄的積犯，亦密切注視數名被視為與季炳雄有聯繫的積犯。
2003年8月，刑事情報科發現一名剛出獄的目標人物非常活躍，四处聯絡一批匪徒，懷疑密謀有所動作，跟蹤組遂奉召加入協助監視，（季炳雄持假證件由溫哥華駕駛前往美國，再以一個越南裔美國人的美國護照返回香港，惟被刑事情報科監聽到其同黨電話時，因而得悉季炳雄的行蹤，一直派遣人員嚴密跟蹤及監視之。）至12月中旬發現一度於香港匿跡的季炳雄露面與上述人等接觸，並且遷入油麻地渡船街文匯街文華新村文景樓上的巢穴。期間跟蹤組一直有固定監視，至12月底發現其有大批相信為藏有軍火的行李分批從中國大陸運到。刑事情報科相信季炳雄集團正在策劃一連串的持械行劫罪行，於是聯同多個部門先發制人。24日凌晨兩時許，在主管歐陽照剛和副主管郭蔭庸領導下，特別任務連連同刑事情報科跟蹤支援隊以及有組織罪案及三合會調查科在油麻地渡船街文匯街文景樓部署，Z隊及跟蹤支援隊將目標建築物周邊的6條街道封鎖，並且重重布下防線；S隊則於文輝樓及文景樓外牆棚架上擺下埋伏。凌晨3時半，A隊以幾秒鐘時間，對12樓29室進行爆破及強攻進入。A隊先以定向炸藥炸開鐵閘，再以霰彈槍發射一粒重鋼珠擊毀門鎖，然後以大鐵鎚擊毀木門。A隊一擁而入，極速以大鐵鎚擊毀屋內三道房門，於靠近文英街的一房間內，將欲擒向前拿取一支已經上膛的曲尺手槍的季炳雄制服；季炳雄的黨羽吳振強（曾經與季炳雄一同參與持械行劫罪行，曾經因為一宗持械行劫罪案而被判入獄13年，於同年8月出獄後隨即與季炳雄再度會合）於另外一間房間內被制服。事件中起獲了近30年來最大批的軍火，包括1支AK-47突擊步槍、兩支霰彈槍、一支0.45口徑手槍、7支54式手槍、882發子彈及7個手雷。此次警察執法行動，結束自1980年代起，香港無間斷由省港旗兵策劃及參與的持械行劫罪行。

### 被重判監禁24年
2005年2月，高等法院裁定季炳雄非法藏有軍火罪名成立，判處其入獄17年。至於在2001年5月於九廣東鐵旺角站（今港鐵東鐵綫旺角東站）季炳雄與另外3名男子使用槍械及拒捕的案件，案中兩名警員被槍擊以致嚴重受傷，他被控告企圖謀殺警員施君明；雖然當日另外一名在場的女性警員何淑貞供稱透過一張於1993年攝影的相片認出槍擊其同袍施君明之人為季炳雄，而且槍傷施君明的手槍更是在季炳雄之睡房搜出，惟陪審團不相信及接納控方已經無合理疑點地確定當日開火之人就是季炳雄，是故裁定企圖謀殺不成立，但是裁定使用槍械意圖抗拒合法逮捕罪成，判處其入獄18年，其中7年與干犯非法藏有軍火而被判處的17年刑期分期執行，刑期合共為24年。季炳雄其後曾經上訴，不過亦維持原判。

### 服刑期間
2009年3月，季炳雄在服刑期間涉嫌串謀另外5名嚴重罪犯威嚇同倉囚犯柳應達，逼使因為於1997年寶勒巷卡拉OK縱火案而被判處終身監禁的他放棄出席法庭審訊，指證潛逃多年及於2008年被拘捕的同案主謀蔡錦輝，而被控告串謀妨礙司法公正，於2010年提堂。一名囚犯在法院上供稱，2009年3月他在製衣工場工作時，被兩名被告帶到一旁，要求他狀告其好友兼同倉囚犯柳應達放棄出席法庭審訊，被他拒絕。半小時後，他在洗手間遇上季炳雄，後者著他「做個順水人情，畀個面大圈」，卻不果。兩日後，季炳雄警告他需要小心；再過兩日，他目睹柳應達遭其他囚犯毆打，他出手營救時亦遭毆打。2010年11月11日，由於囚犯證人與懲教人員的口供不一致，因此季炳雄被控告的妨礙司法公正罪名不成立；另外5名嚴重罪犯被告則被裁定兩項襲擊罪成，分別被判處增加刑期10至15個月。雖然季炳雄被控告的罪名不成立，不過法官在結案陳辭時強調，從醫療報告中，可以了解在案中未有被控告襲擊的季炳雄其實也有參與打鬥。

### 出狱
2020年1月18日，季刑满出狱。由于季没有在港合法居留權，但持有美國護照的他自願被遣送美國。香港保安局、入境處、警方、懲教署、機管局及美國駐港總領事館为此进行多次商議，安排对接事宜。18日早7时45分，季炳雄乘坐由入境處安排的28座黃頂白色小巴，由警方開路下離開監獄前往机场并乘坐美国联合航空UA180次班机前往美國紐約纽瓦克。季于机内坐在经济舱最后一排靠窗位并被6名香港执法人员包围。航机抵达纽瓦克后，季起初使用美国公民通道入境而陪同香港执法人员使用访客通道，后所有人均获等候的美國海關及邊境保衛局职员安排使用机组通道入境。季入境后与一名操廣東話的中年華人女子、一位疑為拉丁裔男子和一位機場的士職員黑人男子会合后登上香檳色七人車离去。

## 軼事
季炳雄於2005年2月在赤柱監獄服刑時接受《星島日報》訪問時聲稱，藏有槍械的行李箱不屬於他，又不清楚在香港藏槍是嚴重罪行。他表示乃出於好奇，打開行李箱「看一看」及「摸一摸」，不過這下「摸一摸」令他「非常後悔」。他表示在美國生活之時經常參與運動，返回香港之時未適應時差，以為自己仍然身處美國，豈料「摸一摸」令他被判處17年的刑期。季炳雄對於被懷疑參與曾經多宗重大案件，堅稱 「全部無做過」，又責怪香港傳媒對「季炳雄」的事跡大肆報道，令他未受審訊已如同被入罪。

## 相關影視作品
- 2016年：香港電影《樹大招風》林家棟 飾演 季正雄，影射季炳雄
- 2021年：香港電視劇《逆天奇案》冼灝英 飾演 葉子雄，其中「雄」字影射季炳雄。

## 相關參見
- 忠信錶行械劫案
- 省港旗兵

## 外部連結
- 香港破近30年来最大宗军火案 飞虎队捉到新贼王（页面存档备份，存于）
- Yahoo.cn 非法用槍拒捕 香港新賊王季炳雄共判入獄24年
- Youtube.com 季炳雄被捕片段 無綫新聞
- Youtube.com 季炳雄被捕新聞片段（页面存档备份，存于） 亞洲電視 《時事熱點追蹤》
- Sina 寶勒巷縱火案主犯判囚終身